# 波萨利门

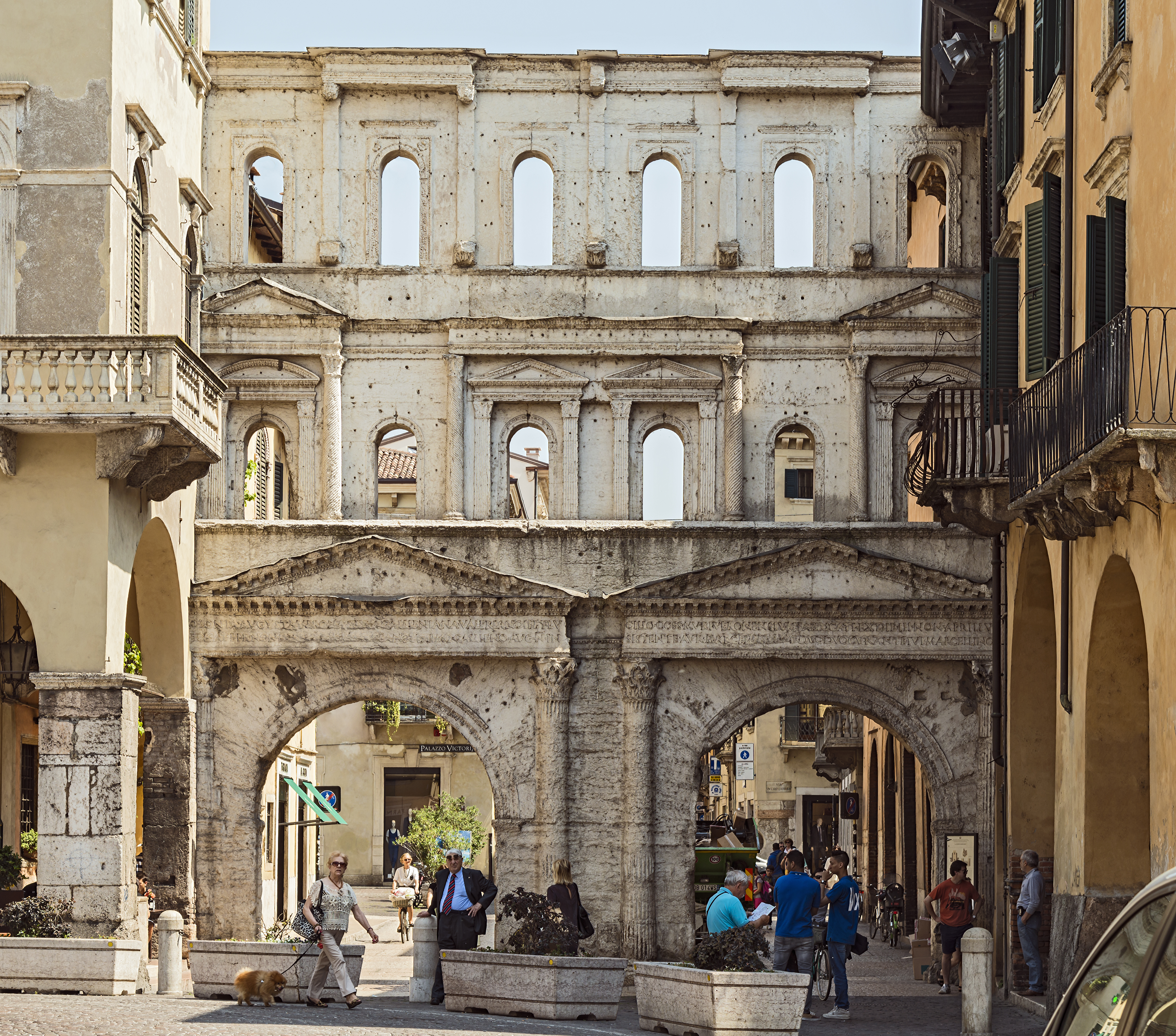
波萨利门

波萨利门（Porta Borsari）是意大利北部城市维罗纳的一座古罗马城门。
它建于公元1世纪，可能是建在公元前1世纪的旧城门之上。皇帝加里恩努斯在位时，该门在265年重建。Postumia古道经过此门，因此波萨利门成为该市的主要城门，精雕细刻。该门原来还有一个内院，现已消失。
该门的罗马名字是Porta Iovia，因为靠近一个小型的朱庇特神庙。在中世纪它称为圣柴诺门（Porta di San Zeno），而现在的名称源于达齐奥。
其立面使用了当地的白色石灰岩，两个拱门两侧装饰以科林斯柱，带有柱頂和山花。其上部是一堵两层的墙壁，开有12个拱窗。